# نبردناو کایو دولیو
نبردناو کایو دولیو (به انگلیسی: Italian battleship Caio Duilio) یک کشتی بود که طول آن ۱۷۶ متر (۵۷۷ فوت) بود. این کشتی در سال ۱۹۱۳ ساخته شد.